# 호출 수준 인터페이스
호출 수준 인터페이스(Call Level Interface, CLI)는 호스트 프로그램 안에 구조화 질의어(SQL)를 추가하는 API이자 소프트웨어 표준이며, 국제 표준화 기구(ISO)와 국제 전기 표준 회의(IEC): ISO/IEC 9075-3:2003의 공동 표준으로 정의되어 있다. 호출 수준 인터페이스는 어떻게 프로그램이 SQL 쿼리를 데이터베이스 관리 시스템(DBMS)에 보낼 것이며, 어떻게 일정한 방법으로 레코드셋이 애플리케이션에 의해 관리되어야 하는지를 정의한다. 1990년대 초에 개발된 이 API는 프로그래밍 언어 C와 코볼용으로만 정의되었다.
가장 널리 쓰이는 CLI 표준의 이용은 ODBC 사양의 기초이고 여러 업체들을 통해 지원되며, 응용 프로그램들이 데이터베이스 시스템을 투명하게 접속하는데 널리 사용된다. 이 API의 현 버전인 ODBC 3.52는 ISO와 X/Open 표준의 기능들을 통합한다. 호출 수준 인터페이스를 지원하는 언어의 예로는 ANSI C, C 샤프, 비주얼 베이직 닷넷(VB.NET), 자바, 파스칼, 포트란이 있다.

## 같이 보기
- SQL/CLI